# ANO, vytrollíme europarlament
ANO, vytrollíme europarlament (zkratka „EU TROLL“) bylo české recesistické politické hnutí, jež vzniklo před volbami do Evropského parlamentu 2019. Předsedou se stal taxikář, aktivista a komunální politik Jiří Kyjovský. Hnutí vzniklo původně jako politická strana Šimičáci, která kandidovala v komunálních volbách 2018 v Brně-Židenicích.
Hnutí ministerstvu vnitra nepředložilo výroční finanční zprávy za roky 2019 a 2020. Vláda tak v lednu 2022 navrhla činnost hnutí pozastavit, k čemuž došlo 16. března 2022. Nejvyšší správní soud jej rozpustil v prosinci 2023.

## Vedení
Předsedou hnutí byl Jiří Kyjovský, spolumajitel Taxi Otnice a zastupitel v Brně-Židenicích za volební subjekt „Šimičáci s podporou Brno+“, který v evropských volbách kandidoval na třetím místě kandidátky. Kyjovský byl v minulosti členem České strany sociálně demokratické. V komunálních volbách roku 2014 kandidoval v Židenicích jako nestraník za ANO, uspěl a v letech 2014–2016 zde působil jako předseda majetkové komise, než byl odvolán. Podle lokálního konkurenčního politika Petra Kunce Kyjovský marně usiloval o členství v ANO i v dalších politických subjektech.. V roce 2018 založil a stal se předsedou Hnutí Šimičáci, za něž v podzimních komunálních volbách kandidoval jako lídr kandidátky na židenického starostu, zatímco tehdejší místostarosta a zastupitelka založili stejnojmenný občanský spolek. O několik let dříve Kyjovský založil také spolek SAZE, v němž také figuroval jako předseda a který úzce spolupracoval se spolkem Slušní lidé. Prezentoval se také ve spojitosti s židenickým projektem Veřejná zahrada založeným roku 2017. Dne 24. června 2019 se konalo volební shromáždění hnutí, kde předseda Kyjovský obhájil svůj mandát předsedy. Prvním místopředsedou hnutí byl zvolen Antonín Capoušek, který vedl kampaň hnutí. Dalším členem předsednictva byl zvolen Tomáš Sus, který za hnutí také kandidoval ve volbách do EP 2019.

## Recesistický program

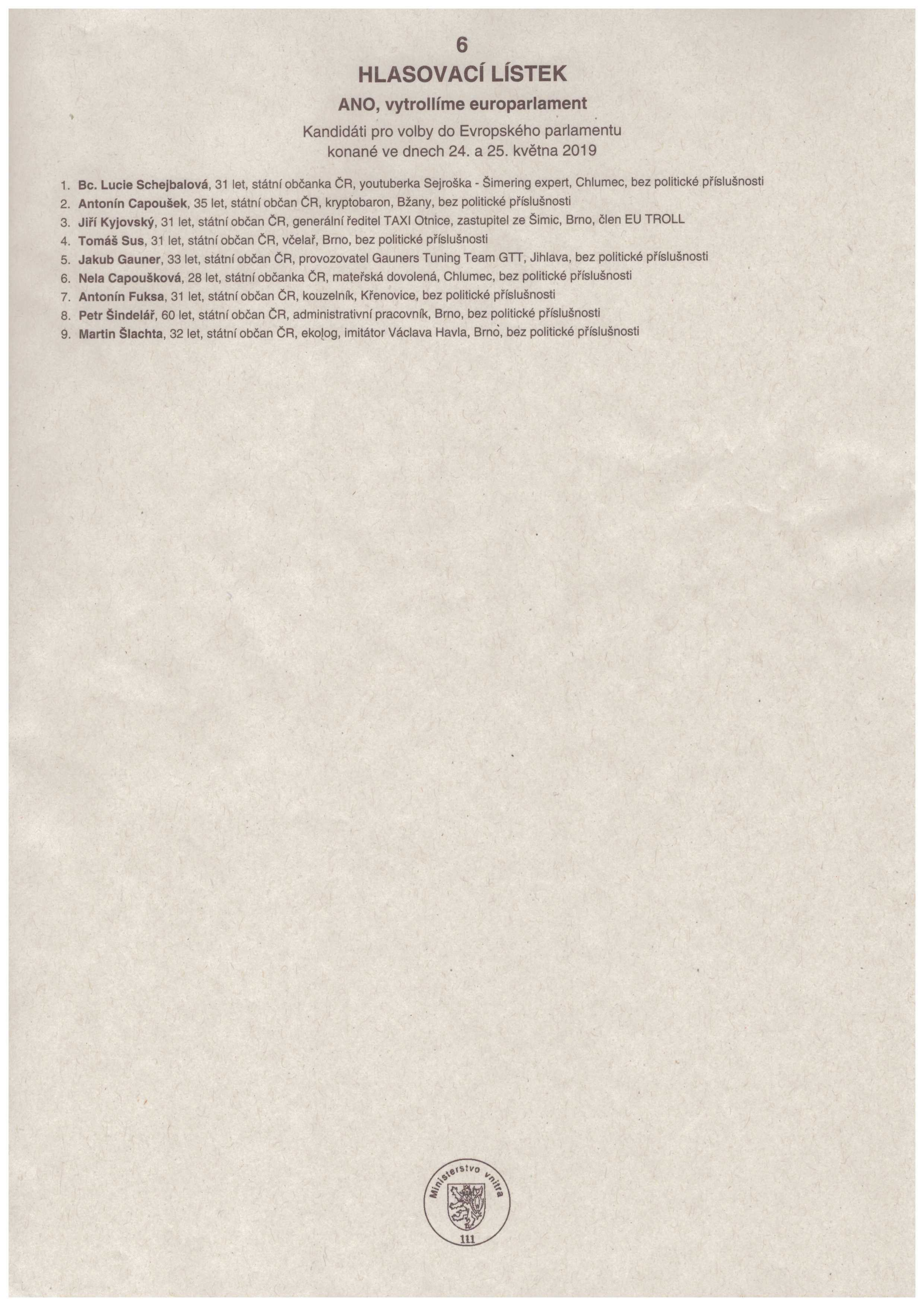
Hlasovací lístek pro květnové volby 2019

Hnutí pojalo svou politickou kampaň před volbami v květnu 2019 v humoristickém duchu. Mezi priority kampaně patřilo zavedení „kryploměny pitkojt,“ což je záměrná zkomolenina kryptoměny bitcoin, dotace na okurkový salát, „šimering“, dále hnutí proklamovaně chtělo kromě druhé kvality potraviny zavést také třetí kvalitu pro Maďarsko a Slovensko, plánovalo auta na dřevoplyn, nechtělo do EU přijímat žádné další státy a chtělo, aby Unii opustily všechny ostatní členské státy. Kvůli brexitu chtělo kolem Anglie postavit zeď, aby zabránilo migrujícím Angličanům ve vstupu na území Unie.
Programovou tezí se také stal bod, podle něhož by měla být minimální mzda každý rok zvyšována na trojnásobek průměrné mzdy. V programu též bylo prosazení zrušení Účtenkovky a místo ní zavedení soutěže Kolotoč. V oblasti ekologie hnutí požadovalo zavedení emisních povolenek na čočku a fazole. Hnutí např. též prosazovalo návrat pořadu Rande se Slávkem Bourou a Markétou Mayerovou.

## Volby do Evropského parlamentu v Česku 2019
Hnutí se zúčastnilo voleb do Evropského parlamentu v roce 2019. Lídryní kandidátky byla youtuberka Lucie Schejbalová vystupující pod pseudonymem Sejroška. Kandidáti zaujali média neobvyklými uvedenými „povoláními“: lídryně měla uvedena povolání „youtuberka Sejroška – Šimering expert“, dále byli v médiích zmiňováni například kryptobaron, kouzelník či imitátor Václava Havla.
Ve studentských volbách pořádaných společností Člověk v tísni před skutečným volbami skončilo hnutí na třetím místě, připsalo si více než 10 % hlasů.
Zástupci hnutí ANO se před volbami obávali názvu ANO, vytrollíme europarlament kvůli tomu, že by se mohly názvy obou hnutí voličům plést dohromady. ANO se tak obrátilo na Ministerstvo vnitra ČR, jež ale problém v podobných názvech nevidělo. Z výsledků voleb za jednotlivé okresy bylo patrné, že úspěch 
„EU TROLL“ kopíroval v jednotlivých regionech úspěch ANO. Po volbách hnutí ANO podalo stížnost k ministerstvu vnitra kvůli podezření, že někteří voliči byli podobným názvem uvedeni v omyl.
Ve volbách do Evropského parlamentu získalo hnutí 37 046 hlasů, tedy 1,56 %. Nezískalo tak žádný mandát, ale překročilo hranici nutnou pro státní příspěvek, který čítal 1 111 380 korun. Předseda hnutí pro média uvedl, že příspěvek bude použit „na financování hnutí a tučného platu všech partajních funkcionářů“. Hnutí však nesplnilo některé zákonné povinnosti, např. nedodalo výroční zprávu a nezveřejnilo tři dny před začátkem voleb seznam dárců, kteří finančně či bezúplatným plněním přispěli na kampaň, podobně jako řada dalších volebních subjektů. Lucie Schejbalová v pořadu České televize Události, komentáře 3. června 2019 uvedla, že státní příspěvek chtějí použít na pokuty za nesplnění zákonných povinností a na další rozvoj hnutí.